# Кряжев Пилип Олександрович
Пилип Олександрович Кряжев (1899, Севастополь — 5 травня 1920) — учасник севастопольського підпілля в роки Громадянської війни.

## Біографія
Народився у 1899 році в Севастополі. Працював у Північному доці військового порту. Наприкінці 1918 — початку 1919 років був членом підпільної групи у Бартеньєвці, на початку червня 1919 року у складі 1-го Севастопольського полку воював на Керченському фронті, наприкінці червня, коли війська Денікіна увійшли до Криму, повернувся в місто. Наприкінці 1919 року створив підпільний бойовий загін на Північній стороні.
У квітні 1920 року білогвардійська контррозвідка напала на слід групи, всі її члени були заарештовані і розстріляні.

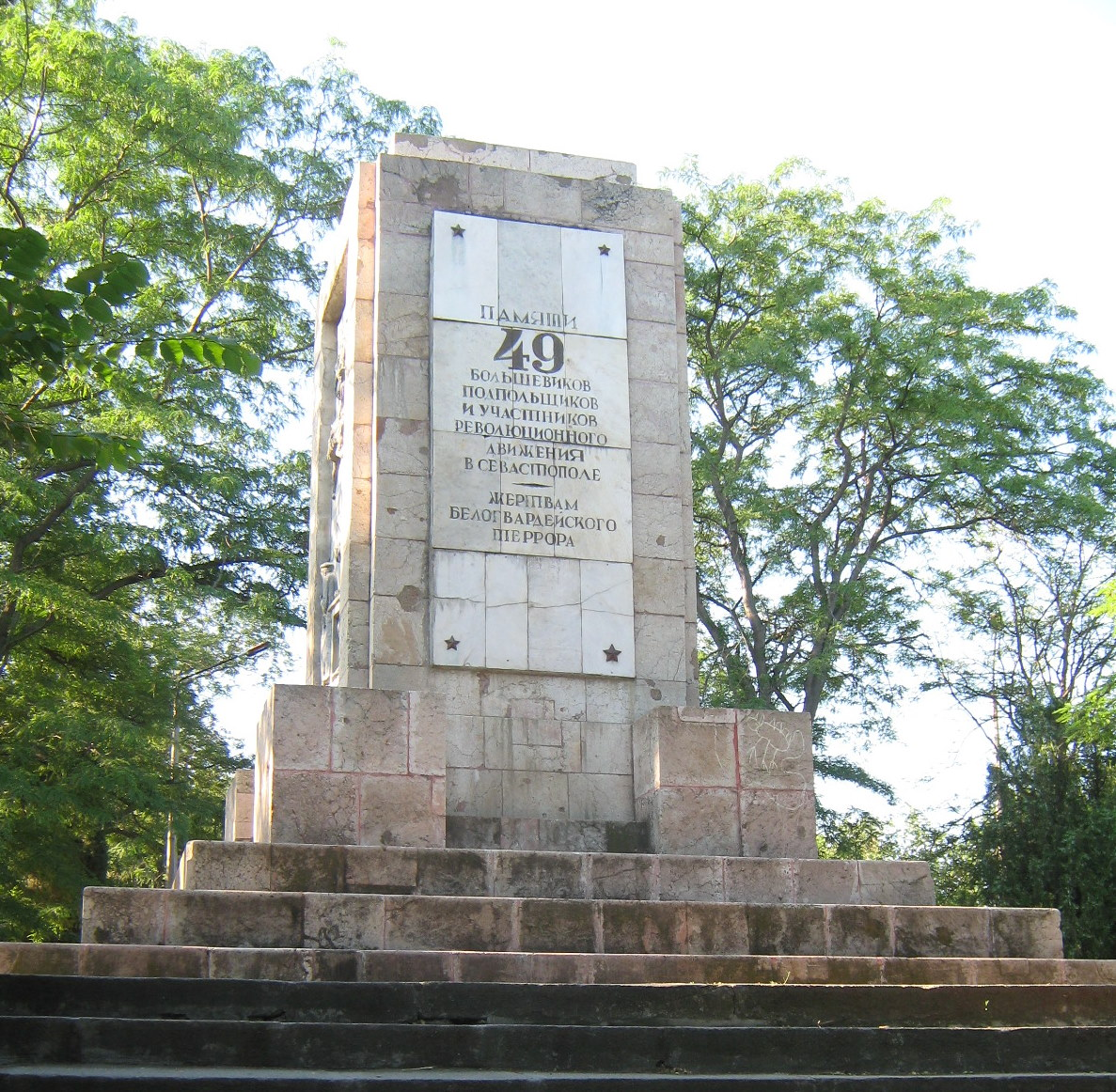
Пам'ятник 49 комунарам

Останки Пилипа Кряжева після Громадянської війни перепоховані у братській могилі, біля південних воріт на кладовищі Комунарів у Севастополі. У 1937 році на ній за проєктом архітектора М. А. Садовського споруджено пам'ятник.

## Пам'ять
Начесть Пилипа Кряжева 16 квітня 1938 року у Севастополі названа вулиця у Нахімовському районі, на Північній стороні.